# Иллич, Иван
Иван Иллич (нем. Ivan Illich, 4 сентября 1926, Вена — 2 декабря 2002, Бремен) — американо-мексиканский богослов, педагог, философ, социальный критик смешанного хорватско-еврейского происхождения, придерживавшийся левых взглядов.

## Биография
Родился 4 сентября 1926 года в Вене в смешанной семье. Отец — Иван-Петер Иллич, хорватский аристократ, католик, инженер-строитель. Мать — Эллен Иллич (урождённая Ригенстрейф-Ортлиб), еврейка-сефардка, иудейка, перешедшая в католичество перед свадьбой. С самого рождения много путешествовал по Европе с семьёй. В 1941 году попали под каток репрессий, будучи опознаны как евреи, были лишены гражданства. Кроме того, юный Иван был отчислен из школы, после чего с матерью бежал в Италию. Отец погиб в годы Холокоста.
В 16 лет в Лицее Леонардо да Винчи во Флоренции сдал экзамены на получение аттестата зрелости (экстерном), после чего поступил в университет Флоренции, где изучал кристаллографию и гистологию, а также поддерживал силы Сопротивления (занимался распространением антифашистских листовок). С 1942 по 1946 год учился теологии и философии в Ватикане, став магистром богословия, позднее в Зальцбургском университете защитил докторскую диссертацию по историку Арнольду Дж. Тойнби. Полиглот, помимо родного немецкого языка, также свободно владел английским, хорватским, французским, испанским, португальским, древнегреческим, латинским, хинди.
В 1951—1956 годах служил священником в городе Нью-Йорке, в одном из неблагополучных районов Вашингтон-Хайтс, в котором проживали преимущественно пуэрториканцы, тогда же получил американское гражданство и прошёл хабилитацию в Принстонском университете, написав исследование по микрокосму и макрокосму Альберта Великого и его учеников. В 1956—1960 годах занимал должность проректора в Католическом университете Пуэрто-Рико, откуда с порицанием был уволен за то, что откровенно осудил достаточно жёсткую позицию Святого Престола по контролю над рождаемостью на фоне замалчивания проблемы ядерного вооружения. В 1959 году совершил путешествие по Южной Америке пешком и на автобусах.
В конце 1950-х годов при Фордемском университете был открыт Центр межкультурной коммуникации, который возглавил Иллич. Центр занимался подготовкой католических миссионеров для работы в Латинской Америке — преподавались латиноамериканские варианты испанского языка и культура этих стран. В 1961 году Центр был перенесён в мексиканский город Куэрнавака. Иллич открыто выступал против агрессии США во Вьетнаме, за что американскими спецслужбами против него была устроена провокация: в 1968 году Католическая церковь возбудила против Иллича разбирательство, обвинив его в ереси. Коллегия по чистоте веры признала его невиновным, однако в 1969 году Иллич сам сложил с себя сан священника.
В 1976 году Центр межкультурной коммуникации прекратил свою работу, Иллич переехал в Бремен, ФРГ.
Начиная с восьмидесятых годов Иллич много путешествует, разделяя своё время между США, Германией и Мексикой, и преподаёт в Пенсильванском университете, Бременском университете, Ольденбургском университете.
Умер от опухоли мозга 2 декабря 2002 года в Бремене, до последних дней занимался преподаванием и писательством (последняя его книга завершена незадолго до кончины, и была издана уже посмертно). Болезнь была диагностирована в 1985 году, но Иллич отказывался от лечения, так как опасался, что операция может привести к вегетативному состоянию.

## Философская концепция
В своих многочисленных книгах критиковал различные стороны индустриального общества. Видел опасность в узурпации человеческих ценностей и знания различными специалистами и экспертами. На смену непосредственного влечения человека к удовлетворению своих немногочисленных и базовых потребностей пришло требование соответствовать установленным образцам потребления. Контролируется и навязывается не только то, что ты хочешь, но и как ты это получишь.
Иллич находил примеры подобных отношений и распределения власти в образовании, медицине, энергопотреблении, гендерной системе.
Его взгляды разделяли теоретик образования Паулу Фрейре и криминолог Нильс Кристи.